# 民国十五年以前之蒋介石先生
《民国十五年以前之蒋介石先生》是研究蒋介石的权威著作。是系统研究蒋介石的第一部专著。是研究蒋介石早年、中年的重要资料。毛思诚编撰
。

## 作者
作者毛思诚是蒋介石的启蒙导师，曾教蒋介石念书两年。毛思诚，浙江奉化人，曾考中晚清秀才，在奉化自办学堂，曾教蒋介石学习儒家经典。
蒋介石成为黄埔军校校长后，邀请毛思诚出任黄埔军校秘书。毛思诚于是成为蒋介石贴身机要秘书，陪同蒋介石東征北伐。

## 背景
毛思诚深受蒋介石信任。蒋介石将自己的手卷、日记、毕业文凭、公牍等交他收藏保管。毛思诚也非常珍视这批材料。利用这批资料编辑长编性著作《民国十五年以前之蒋介石先生》。体例为编年体，按年、月、日先后顺序分为蒋介石幼年、少年、留学、光复、违难、韬养、黄埔训练、北伐开始等八编，依次叙述蒋介石从出生到四十岁的生平事件。传记有部分为摘抄《蒋介石日记》而成，从而又是蒋介石日记的最早的正式抄本，变相保存了现存蒋介石日记中散佚的内容。
《民国十五年以前之蒋介石先生》曾三易其稿，中國國民黨内著名文人如于右任、陈布雷、吴稚晖等均参与审阅修订。全书共二十厚册，是研究蒋介石前半生的重要资料。
《民国十五年以前之蒋介石先生》最早成书于民国二十五年（1936年）10月，首印線裝本，共2函20冊8編。1960年代香港龍門書屋影印重刊。1971年曾在台湾有再版。